# Saint-Thomas-de-Conac
Saint-Thomas-de-Conac ist eine französische Gemeinde mit 574 Einwohnern (Stand 1. Januar 2022) im Département Charente-Maritime in der Region Nouvelle-Aquitaine (vor 2016 Poitou-Charentes); sie gehört zum Arrondissement Jonzac und zum Kanton Pons. Die Einwohner werden Saint-Thomacais genannt.

## Geographie
Saint-Thomas-de-Conac liegt etwa 65 Kilometer nordnordwestlich von Bordeaux am Ästuar der Gironde. Umgeben wird Saint-Thomas-de-Conac von den Nachbargemeinden Saint-Dizant-du-Gua im Norden, Sainte-Ramée im Nordosten, Saint-Ciers-du-Taillon im Nordosten und Osten, Semoussac im Osten, Saint-Georges-des-Agoûts im Osten und Südosten sowie Saint-Sorlin-de-Conac im Süden. Auf der gegenüberliegenden, westlichen Seite des Ästuars liegen Saint-Christoly-Médoc und Saint-Yzans-de-Médoc.

## Bevölkerungsentwicklung
| Jahr                       | 1962 | 1968 | 1975 | 1982 | 1990 | 1999 | 2006 | 2019 |
| Einwohner                  | 857  | 778  | 723  | 657  | 610  | 545  | 557  | 575  |
| Quellen: Cassini und INSEE |      |      |      |      |      |      |      |      |

## Sehenswürdigkeiten
- Kirche Saint-Thomas, Monument historique
- Burgruine Cônac
- Schloss Le Roc
- Windmühle La Croix

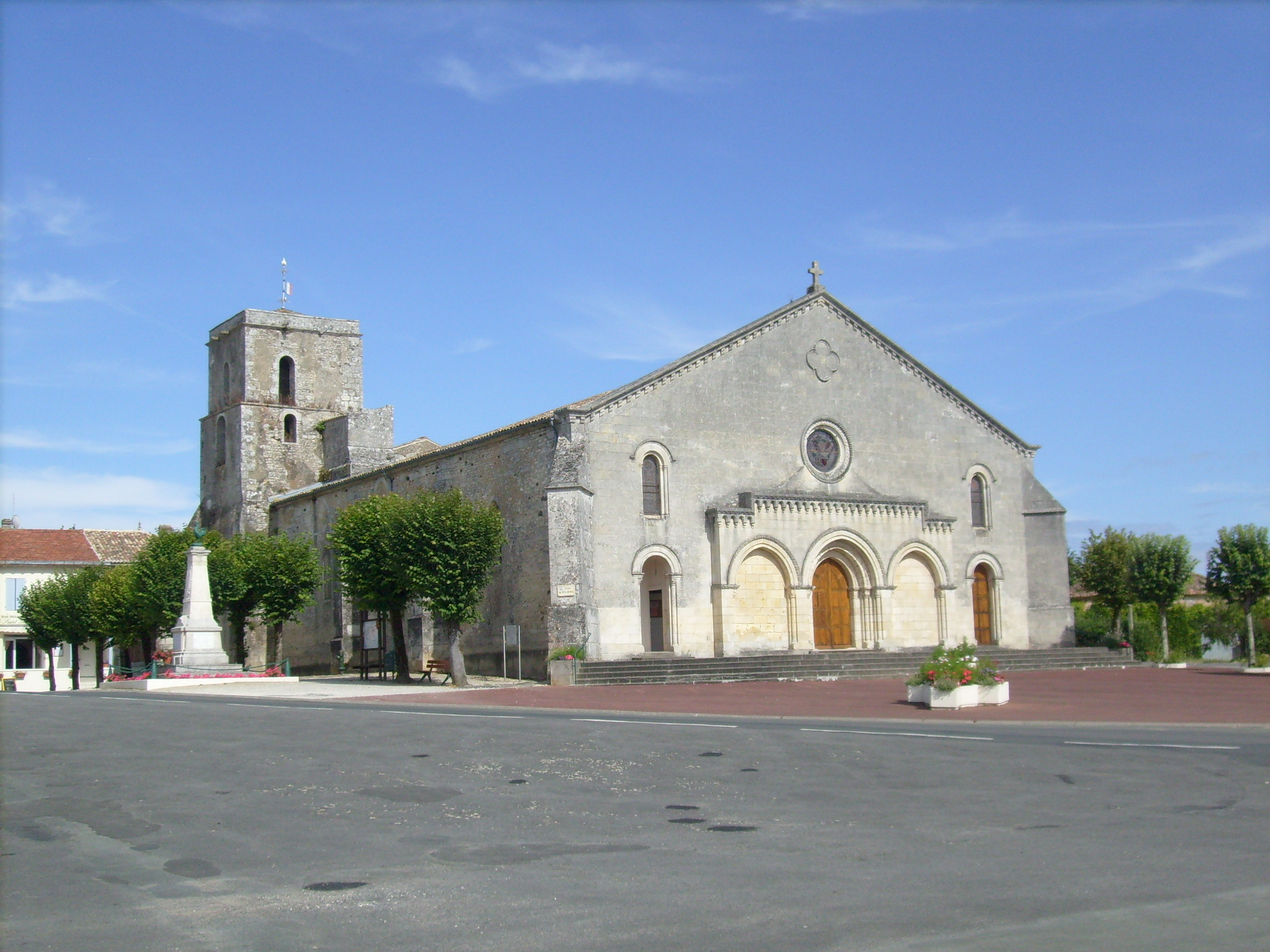
Kirche Saint-Thomas
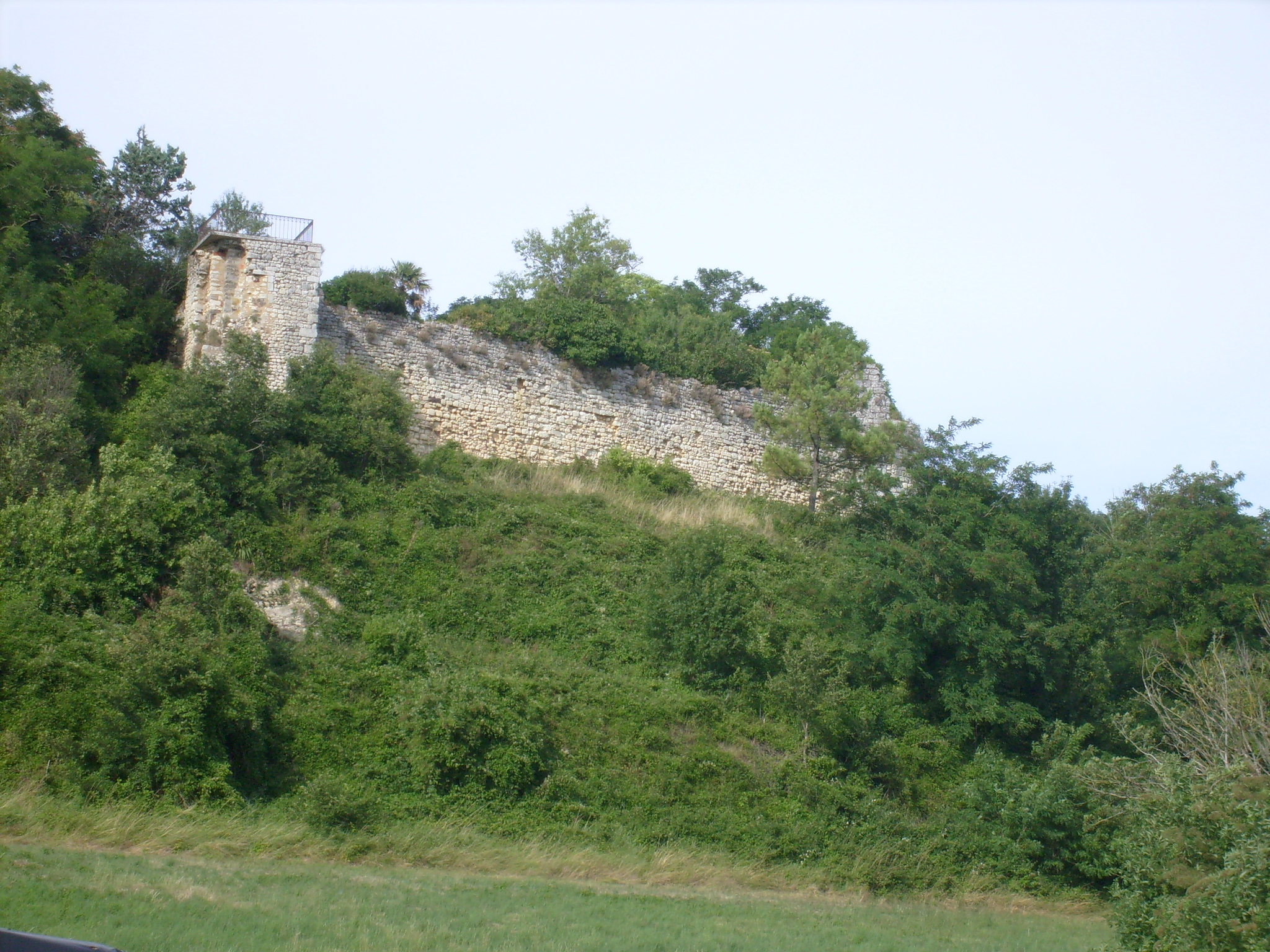
Burgruine Cônac
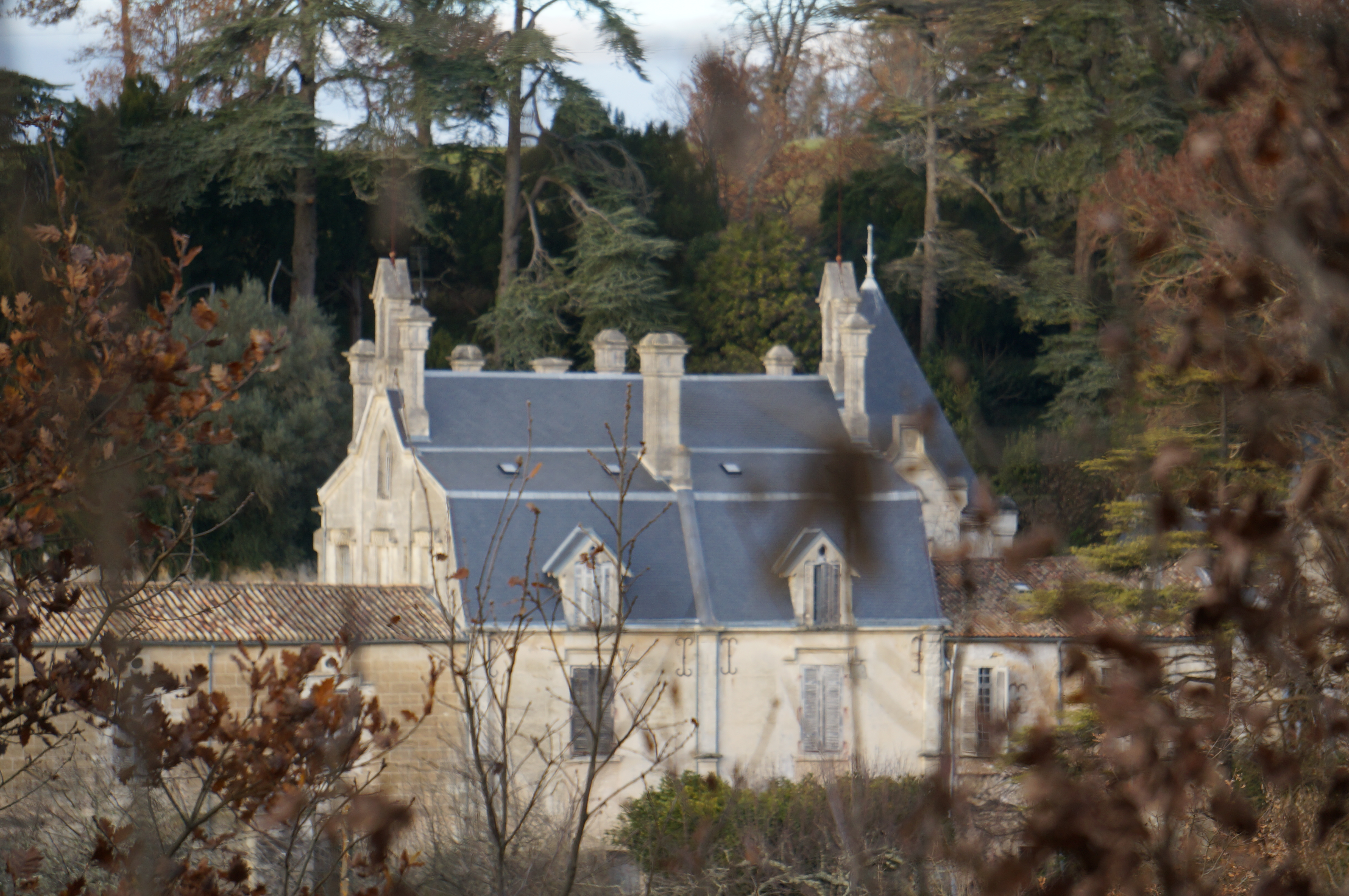
Schloss Le Roc
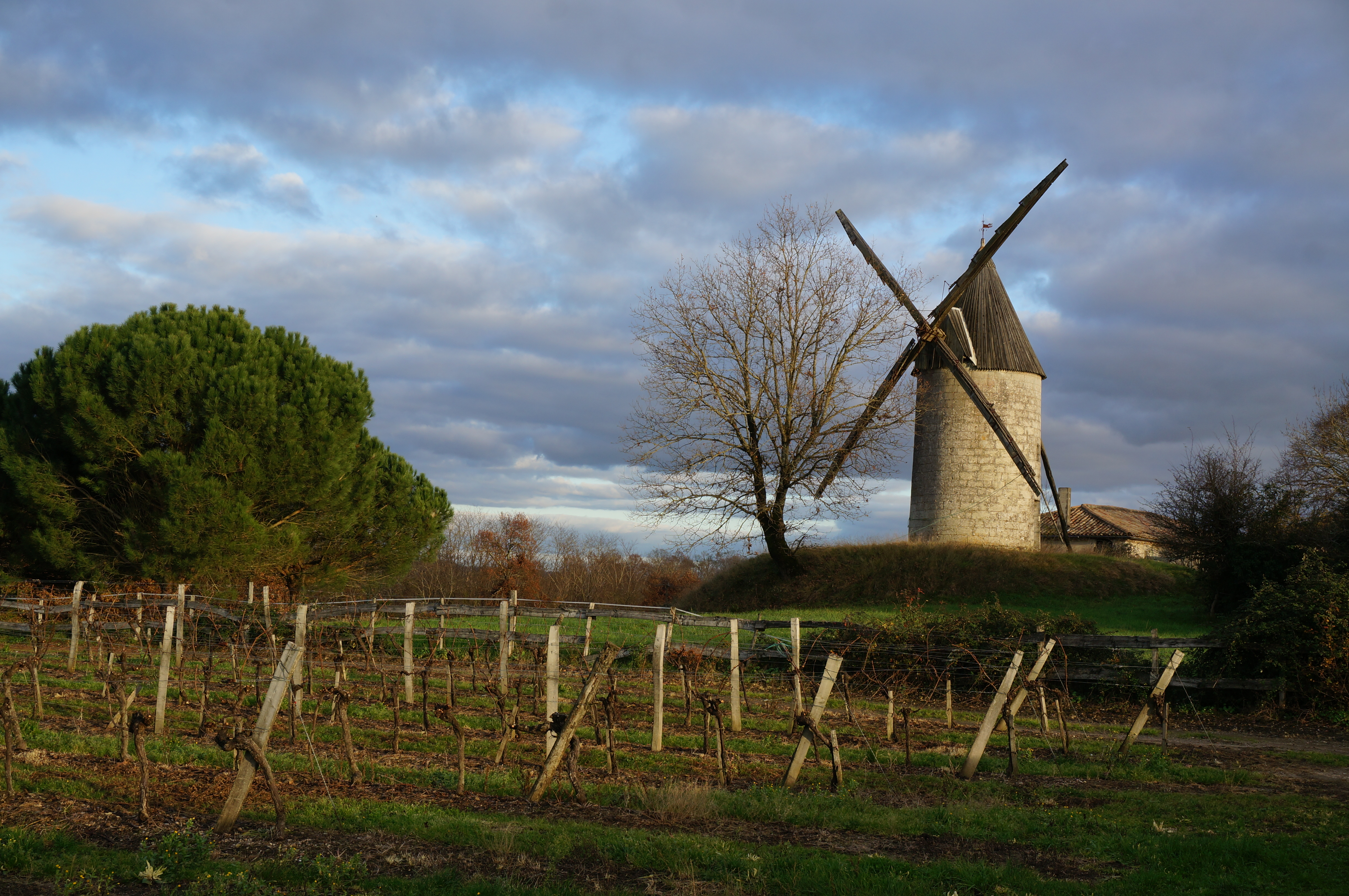
Windmühle La Croix

## Persönlichkeiten
- Jean-Marie Joubert (1932–2014), Radrennfahrer